# Кравц
Кравц (справжнє ім'я — Павло Євгенович Кравцов; нар.. 14 січня 1985, Тула) — російський репер, засновник музичного лейблу «Presnya Family».

## Біографія
Народився у Тулі в 1985 році, у 6 років переїхав до Москви. У 11 років зайнявся написанням пісень, з 16 років починає займатися репом. У 2009 році випустив дебютний альбом Puff Naughty, що складається з 17 композицій і включає в тому числі спільні роботи з резидентом Comedy Club Таїром Мамедовим, співаками Олексієм Гоманом і Олександром Панайотовим.
Композиція «Не насосала, а подарили!» увійшла у саундтрек до фільму «8 перших побачень».
Незабаром після виходу другого альбому «Набор ассоциаций» у 2011 році Кравцу був запропонований контракт з лейблом Владі (група «Каста») «Respect Production». Співробітництво тривало рік і як результат — третій альбом «Бумеранг».
У 2014 році вийшов четвертий студійний альбом Кравца під назвою «Свежий расслабон». До альбому увійшли композиції з такими музикантами як Guf, Хаміль, Іван Дорн, Словетський, Смокі Мо, а також з шансоньє Євгеном Кемеровським. Дует з Іваном Дорном «Прониклась мной» був номінований на українську музичну премію YUNA як дует року. «Свежий расслабон» став першим релізом Кравца, самостійно виданим їм на власному лейблі «Presnya Family». Інтернет-портал The Flow включив «Свежий расслабон» у список 33 кращих російський альбомів 2014 року.
Альбом «Плохой романтик», що вийшов у 2015 році, увійшов до двадцятки кращих альбомів 2015 року за версією редакції порталу Rap.ru.
Кравц знявся у декількох фільмах, у тому числі «Випускний» (2014) і «Жінки проти чоловіків» (2015). За участю співачки Наталії Ізвєкової випустив саундтрек до фільму «Джерело».
У листопаді 2016 року Кравц випускає шостий сольний альбом «На одной улице», що був записаний за участю саунд-продюсера Daffy.
У грудні 2018 знімається в кліпі-тизері з Сергієм Буруновим до фільму  «Поліцейський з Рубльовки: Новорічне свавілля».
У червні 2019 року Кравц отримує нагороду у Всеросійській музичній премії «MUZPLAY 2019» як «репер року».

## Дискографія
Сольні альбоми
- 2009 — Puff Naughty

- 2011 — «Набор ассоциаций»

- 2012 — «Бумеранг»

- 2014 — «Свежий расслабон»

- 2015 — «Плохой романтик»

- 2016 — «На одной улице» (разом з Daffy)

- 2018 — «Что еще объяснять?»

- 2019 — «Самый сольный»

- 2019  — «Тактильная террористка»

- 2020 — The Cake (разом з Tony Tonite)

Сингли
- «Нет конфликта» (ft. Guf)
- «На море» (ft. Н. Извекова)
- «Глупый молодой на мели»
- «Укутаю»  (ft. Zabava)
- «Руку на ритм»
- «Вынарнул из марвела» (ft. OG BUDA)
- «Пуэрториканка» (ft. Kitoboy, Піца)
- «Я не еда и я не напиток»
- «Рейв» (ft. Зомб, DJ Mikis)
- «Боди» (ft. Fraank)
- «Меня было мало» (ft. Піка)
- «На дно»  (ft. Karabass)

#### Участь в альбомах інших виконавців
- Каспийский груз — «Эти Дни» (Сторона А сторона Б)
- Tony Tonite — «Я хотел бы знать» (Ю-EP)

- Jah Khalib — «Do It» (KHALIBания души)
- Артем Пивоваров — «Огонь и Я» (Стихия воды)
- Елджей — «Дисконнект» (Sayonara Boy)

Мікстейп
- 2007 — «Мутные парни» (feat. Ryda)

## Відеографія
- «Если ты завис»
- «Вспоминать»
- «Против ветра»
- «Не насосала, а подарили (ft. Каждо, Лакоста)»
- «Эндорфин (ft. Андрій Аверін)»
- «Море»
- «Близко (ft. Бераме, Карабін)»
- «Всем своим (ft. Словетський, Дядя Сєрьожа)»
- «Пишем и поём»
- «Будь (ft. Андрій Аверін)»
- «Нет конфликта (ft. Guf)»
- «Если бы мы (ft. Женя Дідур)»
- «Я думал»
- «В полной темноте»
- «А я ей (ft. Олександр Панайотов)»
- «Мне говорят»
- «Мир Банальных Истин» (ft. Хаміль, Женя Дідур)
- «В шутку»
- «Туда, где нас ждут»
- «Счастлив, что тебя встретил»
- «Не знать их» (ft. «Каспійський груз»)
- «Неуловимы» (ft. AIZA)
- «Признание» (ft. Птаха, Miko)
- «Мне хорошо» (ft. Pa-Shock (ex. Градуси))
- «Проблема»
- «Солнечный Swag»
- «Когда погаснет свет» (ft. Олексій Гоман)
- «Ищу себя»
- «Я хотел бы знать» (ft. Tony Tonite)
- «Давай зажигать» (ft. Баста)
- «Не нагружай» (ft. Daffy)
- «Настоящий секс» (ft. Єгор Сесарєв)
- «Дисконнект» (ft. Елджей)
- «Научился жить» (ft. Tony Tonite, Dj Nik One)
- «Выходи за меня» (ft. Градуси)
- «Танго обниманго»
- «Глупый молодой на мели»
- «Укутаю»  (ft. Zabava)
- «Руку на ритм»
- «Типа ничего не было» (ft. Вісім за Гринвічем)
- «Меня было мало» (ft. Піка)
- «Я не еда и я не напиток»
- «Боди» (ft. Fraank)

## Політична позиція
У 2014 році Кравцов так прокоментував анексію Криму Росією:
У 2015 році Кравц взяв участь у фестивалі «Крим Фест».